# Ручьи (Палкинский район)
Ручьи — деревня в Палкинском районе Псковской области России.
Входит в состав Новоуситовской волости.
Расположена у берега реки Великая, в 20 км к юго-востоку от посёлка Палкино и в 5 км к югу от деревни Новая Уситва.

## Население
Население — 52 человека (2000 год).
| 2001 | 2002 | 2010 | 2013 | 2014 | 2016 |
| ---- | ---- | ---- | ---- | ---- | ---- |
| 52   | ↘45  | ↘36  | ↘34  | ↘32  | ↘31  |